# Ina Schubert

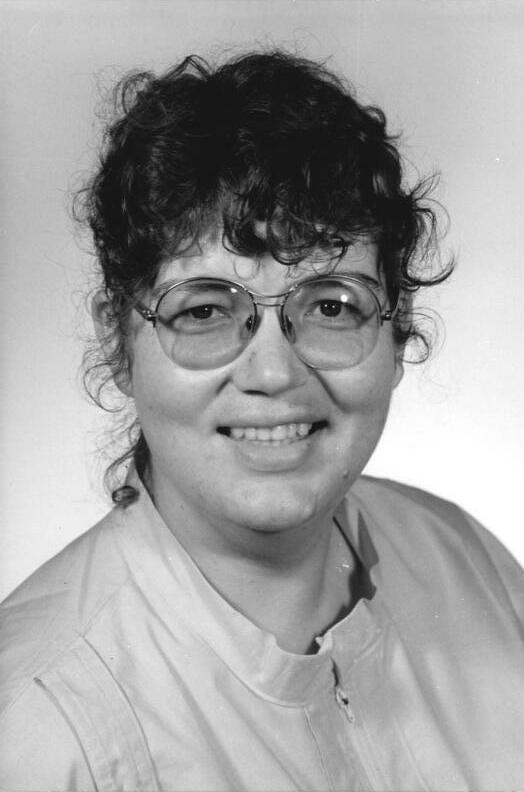
Ina Schubert (1990)

Ina Schubert (* 30. März 1963 in Dresden als Ina Doehler) ist eine deutsche Lehrerin und Politikerin (PDS), die der letzten Volkskammer der DDR angehörte.

## Leben und Beruf
Nach dem Besuch der Polytechnischen Oberschule in Dresden studierte Schubert am Institut für Lehrerbildung „Karl Friedrich Wilhelm Wander“ in Löbau. 1983 schloss sie dieses Studium ab und unterrichtete seitdem als Unterstufen- und Musiklehrerin an der Karl-Jannack-Oberschule in Weigersdorf, später als Musiklehrerin am Gymnasium und der Mittelschule in Niesky.

## Politik
Schubert war Mitglied der PDS. Für die Volkskammerwahl 1990 wurde die damals in Mücka wohnhafte Politikerin für den Listenplatz 6 der PDS-Liste im Wahlkreis Dresden aufgestellt. Über diesen zog sie in die Volkskammer ein, deren Mitglied sie bis zu deren Auflösung am 2. Oktober 1990 blieb.